# Cangrejo

Anatomía externa de un cangrejo violinista:
1. Quelas
2. Ojo
3. Antena
4. Rostro
5. Propodio
6. Carpo
7. Mero
8. Caparazón
9. Patas marchadoras

Cangrejo es el término utilizado para referirse a ciertos crustáceos del orden de los decápodos caracterizados por tener cinco pares de patas, de las cuales dos suelen ser sus pinzas. El orden incluye a los crustáceos de mayor tamaño, como langostas, gambas y camarones, además de los cangrejos propiamente dichos.
Lo que tienen en común todos los llamados cangrejos es su carácter bentónico, es decir, que viven vagando sobre el fondo de los ecosistemas marinos. Solo algunas especies de la superfamilia Portunoidea han desarrollado secundariamente un hábito nectónico, es decir, que viven nadando entre dos profundidades en vez de en el fondo. Otro rasgo común, compartido con algunos otros decápodos, es que el primer par de patas locomotoras se ha convertido evolutivamente en un par de pinzas, que emplean para la captura y manipulación del alimento, para el cortejo, o para la disputa territorial.
Existen más de 4000 especies de crustáceos que son o pueden ser llamados cangrejos. La mayoría viven cerca o dentro del agua, aunque algunos solo van al agua para reproducirse. Los cangrejos no suelen ser grandes nadadores, sino que se desplazan por el fondo sobre sus patas, y en muchos casos son capaces de transitar fuera del agua e incluso de trepar por las palmeras.
Como artrópodos que son, los cangrejos están dotados de un exoesqueleto cuyo componente principal es la quitina, el cual en su caso adquiere a menudo el carácter de un verdadero caparazón, porque suele estar mineralizado con carbonato de calcio. Como para el resto de los artrópodos, el crecimiento requiere de una muda del exoesqueleto, ocasión que muchas especies aprovechan para reproducirse.

## Grupos de crustáceos con miembros denominados cangrejos
Hay tres infraórdenes del suborden Pleocyemata con especies conocidas vulgarmente como cangrejos:
- Astacoideos (cangrejos de río). Pertenecen al infraorden Astacidea, donde se encuadran también, por ejemplo, cigalas, bogavantes y langostas.
- Anomuros. Entre los anomuros se encuentran los cangrejos ermitaños.
- Braquiuros. Entre los braquiuros se encuentran los cangrejos de mar.

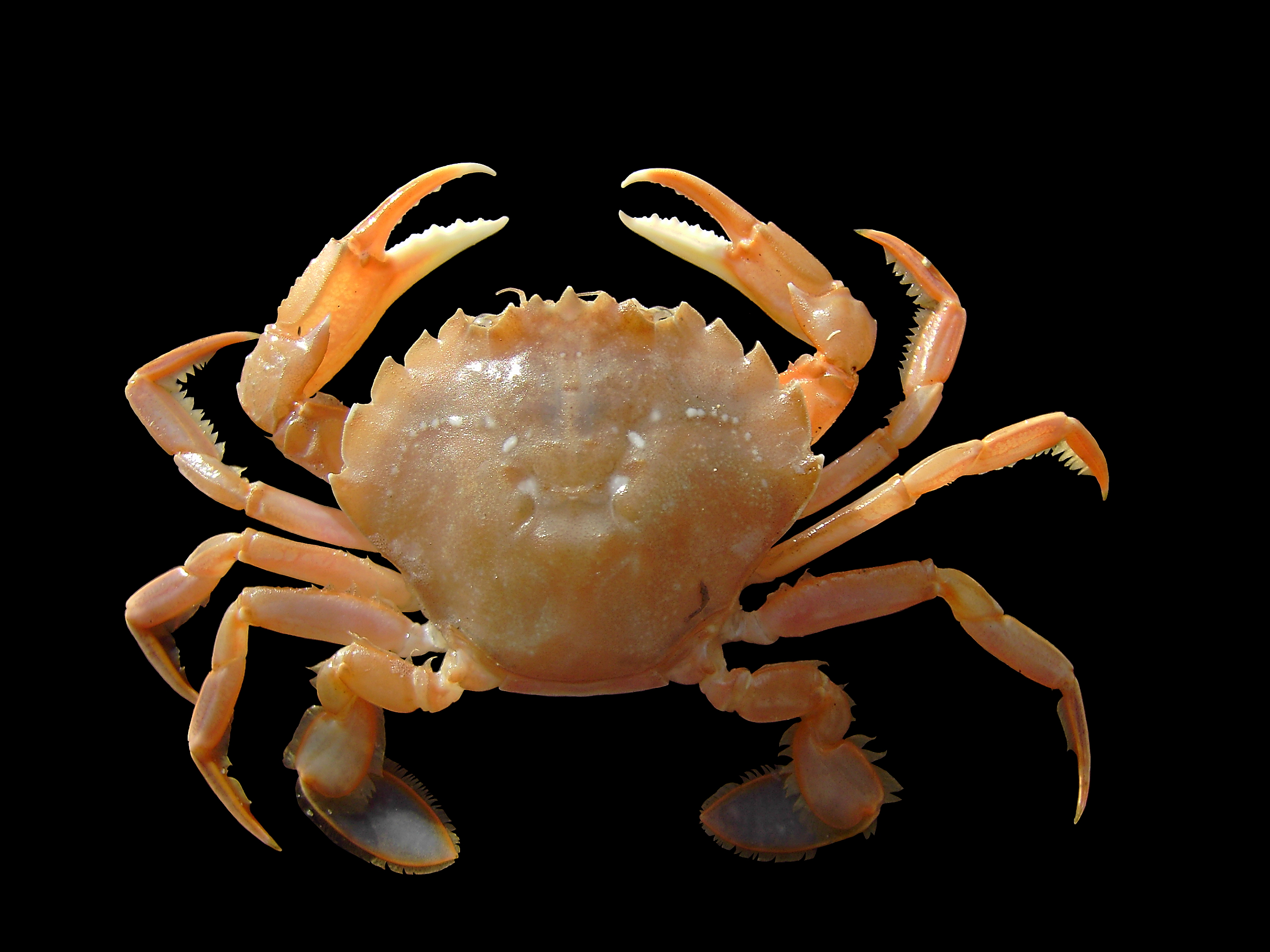
Liocarcinus, un cangrejo nadador.
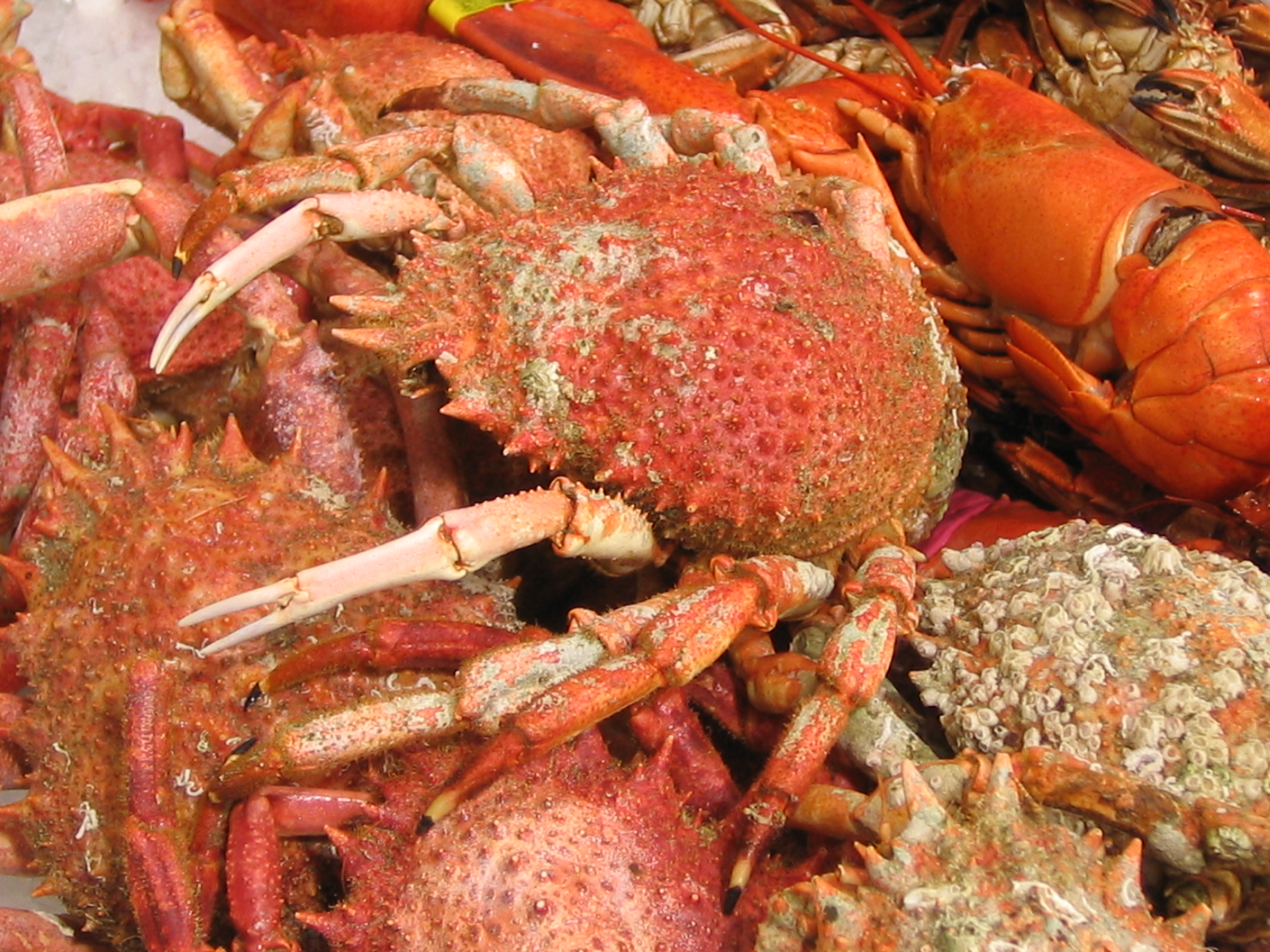
Centollo (Maja squinado) en un mercado
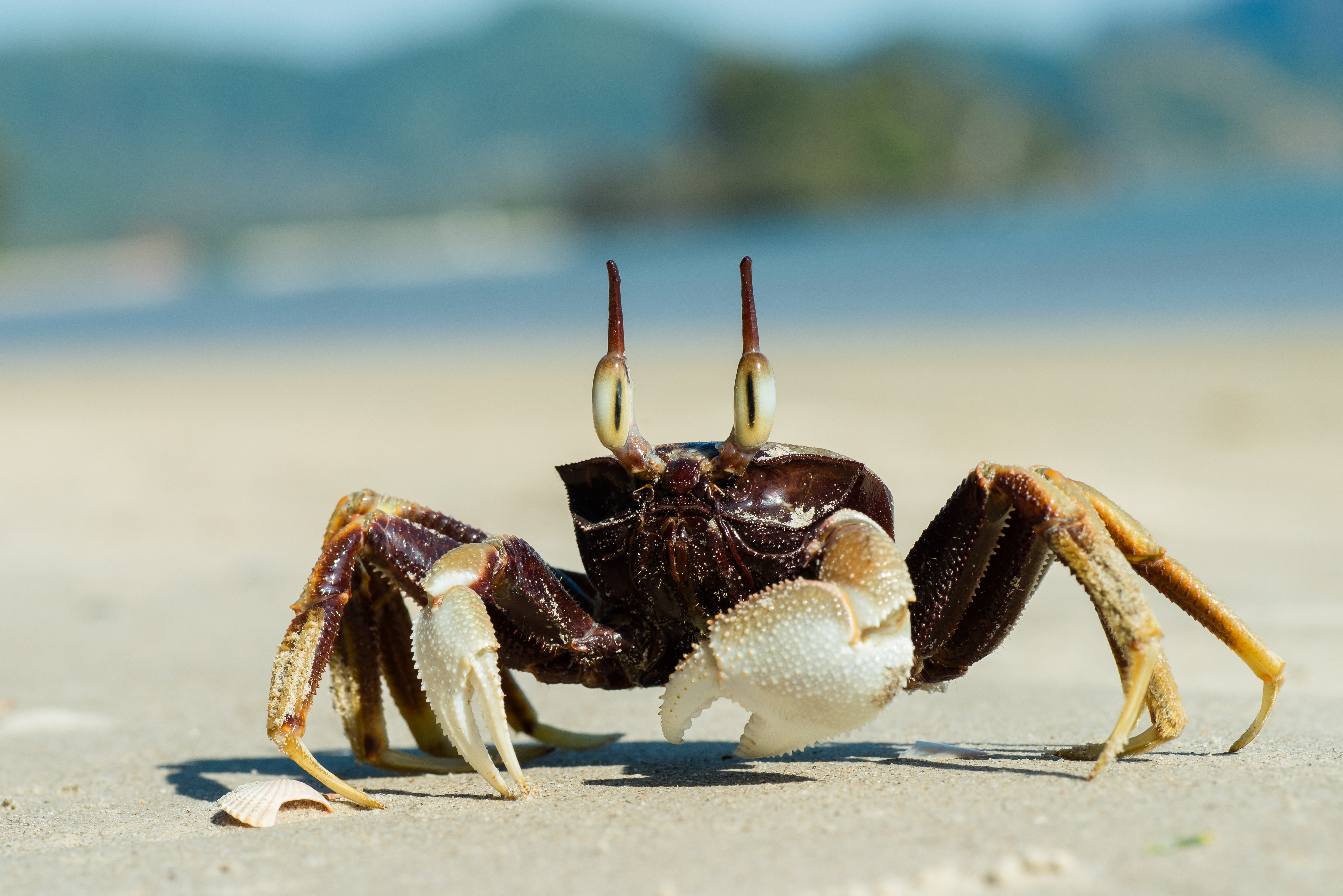
Cangrejo fantasma cornudo (Ocypode ceratophthalmus)
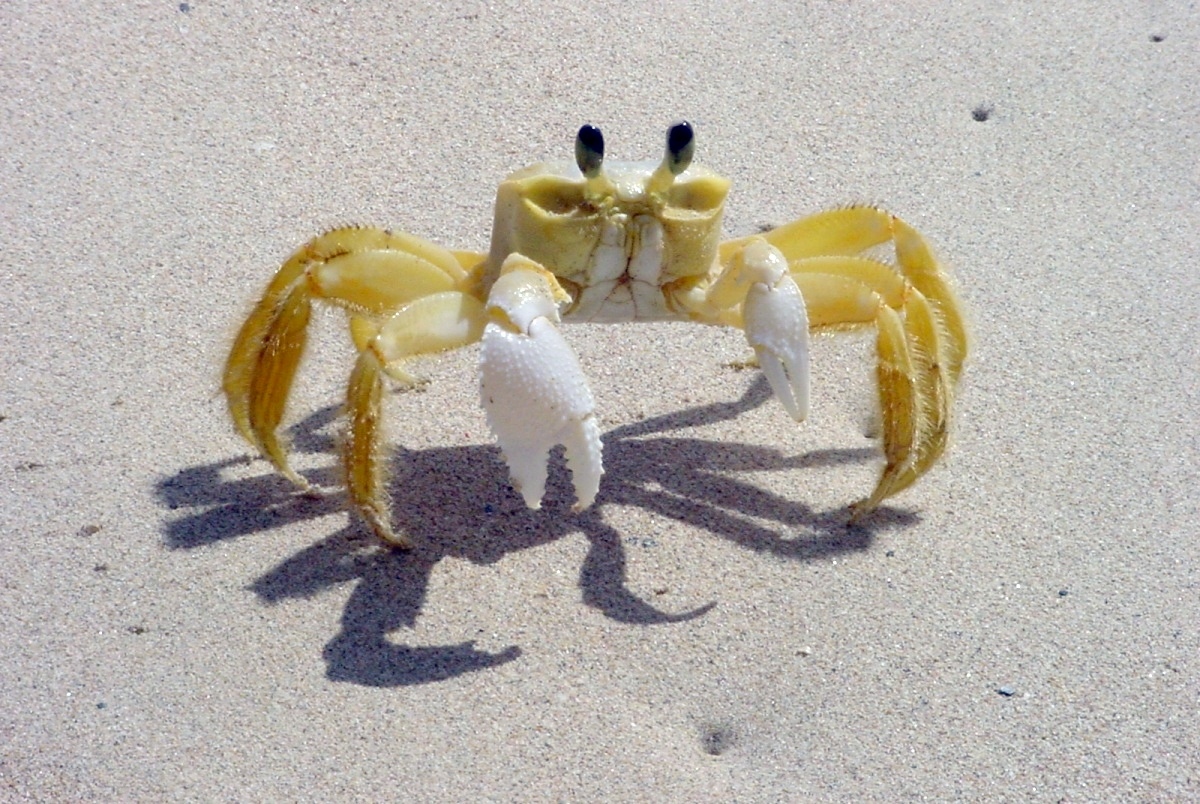
Cangrejo fantasma (Ocypode quadrata) en Martinica
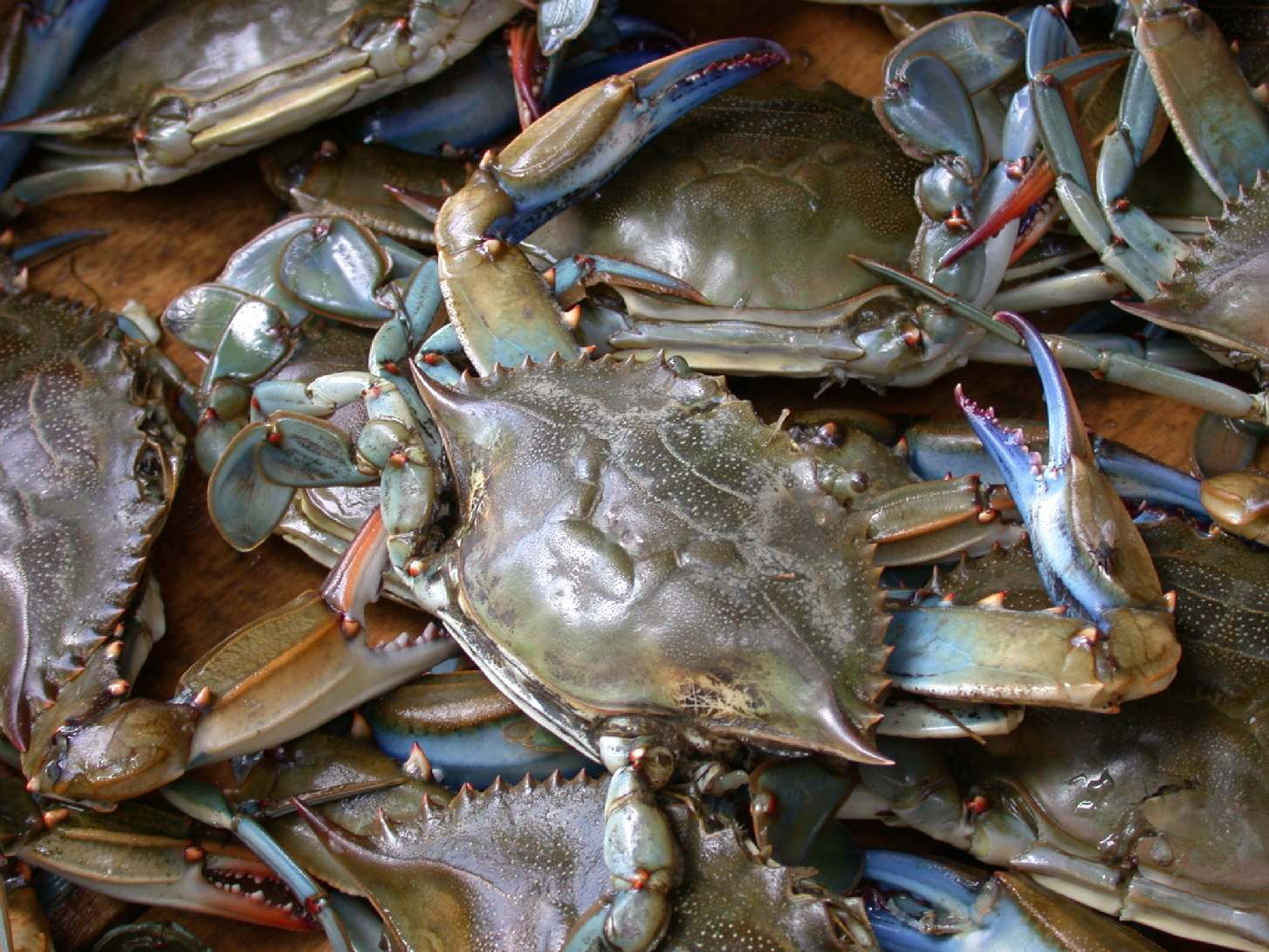
Cangrejo azul (Callinectes sapidus)
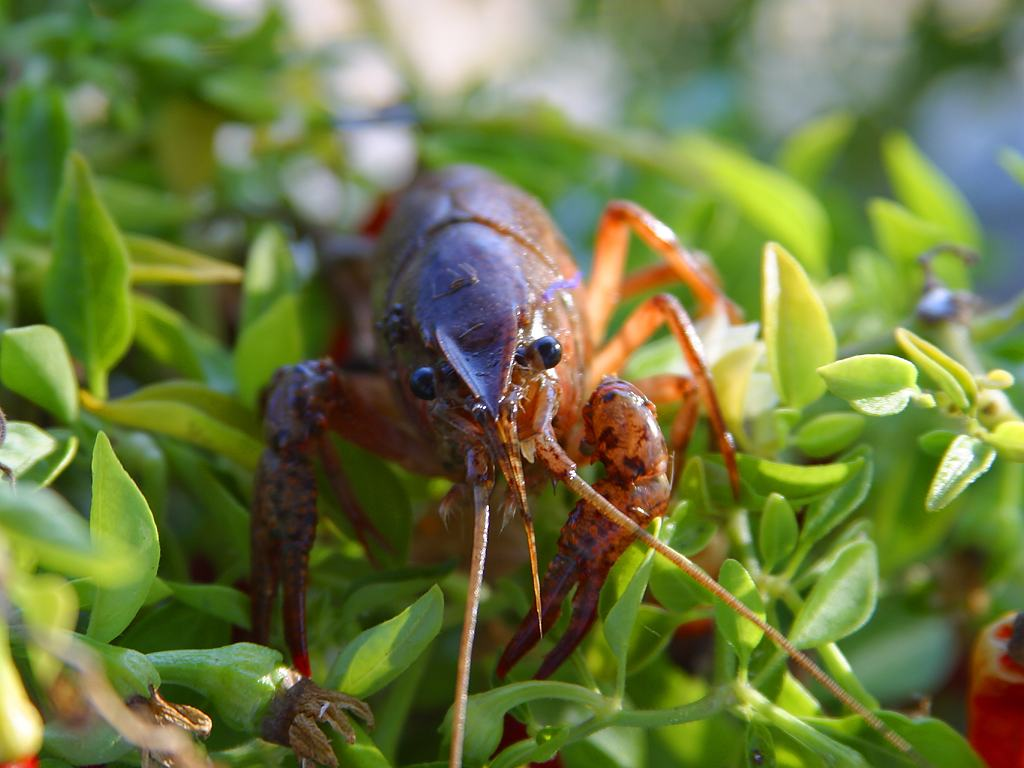
Cangrejo rojo de las marismas o cangrejo americano (Procambarus clarkii)
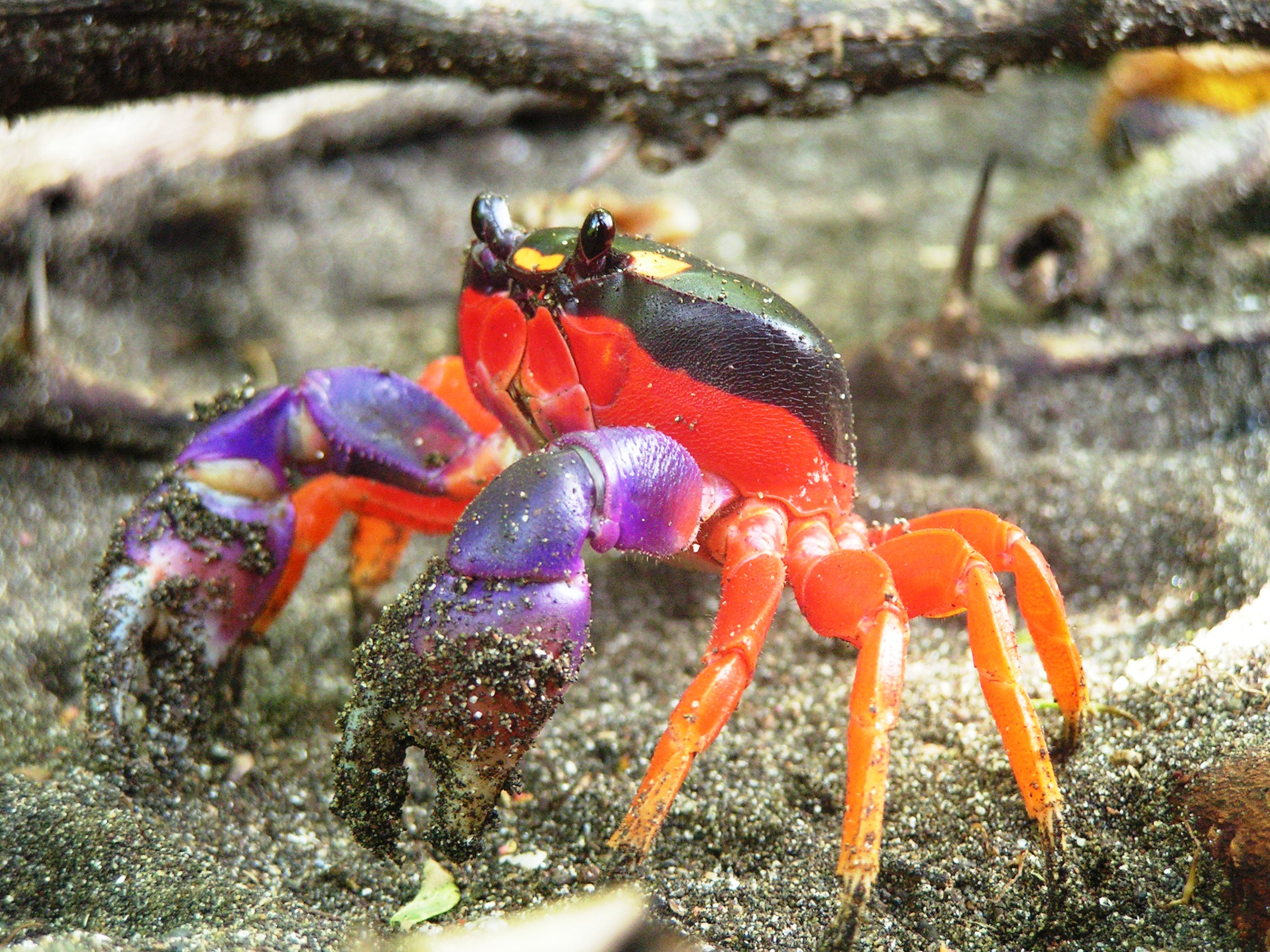
Cangrejo de Halloween (Gecarcinus quadratus)
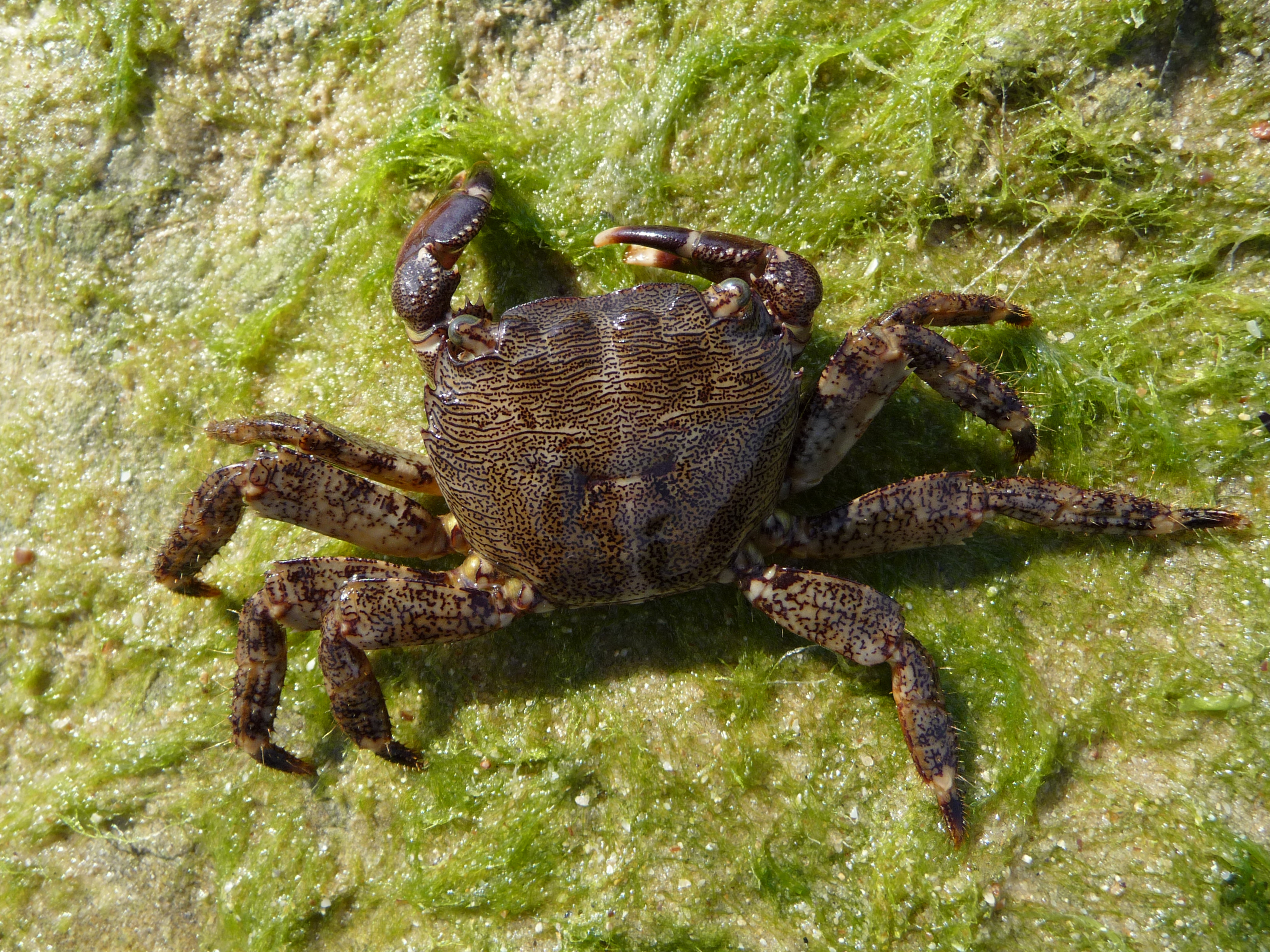
Cangrejo corredor o cangrejo zapatero (Pachygrapsus marmoratus)
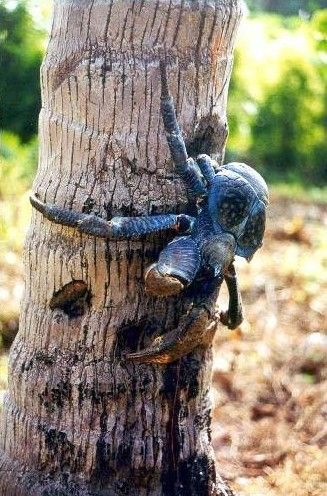
Cangrejo de los cocoteros (Birgus latro)